# Касан-Сайське водосховище
Касан-Сайське водосховище (кирг. Касан-Сай суу сактагичі) - водосховище в Джалал-Абадській області Киргизстані. Розташоване на річці Касансай, правому притоці Сирдар'ї.

## Назва
За наявними даними, водосховище до 1958 року називалося Орта-Токайським.

## Історія створення
Будівництво водосховища розпочалося 1941 року згідно з постановою Ради народних комісарів Киргизької РСР № 804 від 22 серпня 1941 року. Відповідно до цього документа всі роботи вела Узбецька РСР, а землі (660 гектарів) під майбутнє водоймище, що спочатку отримало ім'я Орта-Токайське водосховище, відводилися за рахунок колгоспів на території Ала-Букинського району, які натомість отримали землю Чустського району Наманганської області Узбекистану. Ця постанова республіканського уряду потім була затверджена РНК СРСР.

## Конфлікт власності
Відповідно до справи про відведення земель Касан-Сайському водосховищу, складеному інститутом «Киргизгипрозем» Міністерства сільського господарства КірРСР, «в адміністративному плані Касан-Сайське (до 1958 року іменувалося Орта-Токайське) водосховище входить до Чустського району Наманганської області Узбек зрошувальних систем».
Після розпаду СРСР розгорівся конфлікт між Узбекистаном та Киргизією про належність водосховища. Існує думка, що суперечки щодо водосховища можуть бути інструментом у політичній боротьбі двох країн.
У березні 2016 року Узбекистан попросив киргизьку сторону пропустити спеціалістів узбеки для ремонтних робіт на території водосховища. Киргизька сторона відмовила в цьому, пояснивши, що такі роботи має проводити киргизька влада. Після цього 18 березня 2016 року дві узбецькі БТР і дві вантажівки з солдатами прибули до кордону. У відповідь до кордону було підтягнуто двох киргизьких БТР із солдатами. Киргизстан направив ноту протесту владі Узбекистану з проханням пояснити ситуацію, на що Узбекистан заявив, що війська були направлені до кордону через святкування Наврезу. Зрештою, 21 березня було досягнуто домовленості про скорочення чисельності військових на кордоні з 20 до 8 осіб, але БТР при цьому залишилися біля кордону.
Згідно з узбецькими ЗМІ, 13 серпня 2016 року на посаді «Дамба-5» на узбецько-киргизькому кордоні четверо озброєних спецназівців Киргизстану погрожували співробітникам ОВС Касансайського району Наманганської області Узбекистану, які охороняли спеціалісти з охорони здоров'я та охорони здоров'я. узбецької міліції. Проте киргизька сторона спростувала інформацію про цей інцидент.
Потім з'явилося повідомлення, що в ніч проти 18 серпня 2016 року біля Касан-Сайського водосховища на узбецько-киргизькому кордоні сталася перестрілка. Проте віце-прем'єр-міністр Киргизії Женіш Раззаков спростував це. За його словами, увечері 17 серпня до киргизького прикордонного посту з боку Узбекистану наблизилися невідомі особи. Прикордонники зробили попереджувальні постріли вгору, після яких невідомі втекли.
Починаючи з березня 2016 року киргизька сторона блокувала узбецьке анклавне селище Урта-Тукай, розташоване поблизу Касан-Сайського водосховища. У зв'язку з цим його мешканці, які є громадянами Узбекистану, не можуть пройти на основну територію Узбекистану, отримати продукти харчування та медикаменти. Діти не можуть відвідувати школу. Вони вимушено почали заощаджувати їжу, користуються медикаментами з автомобільних аптечок. Киргизька сторона відмовила у проханні Ташкента організувати в Урта-Тукай гуманітарний коридор. Жителі селища не можуть звернутися зі скаргою до правозахисних організацій через те, що не мають засобів зв'язку, а киргизькі військовослужбовці, які оточили селище, не пропускають туди журналістів.
Орто-Токойське (Касансайське) водосховище в Ала-Букінському районі Джалал-Абадської області повністю перейшло під контроль Киргизстану. 6 жовтня під час держвізиту екс-президента Киргизстану Алмазбека Атамбаєва до Узбекистану між урядами двох країн підписано угоду про міждержавне використання Орто-Токойського (Касансайського) водосховища.